# Journée des barricades (1648)
Pour les articles homonymes, voir Journée des barricades.
Fronde
La Journée des barricades, qui eut lieu le 26 août 1648, au début de la guerre civile de la Fronde, est une rébellion du peuple de Paris décidé à défendre les lois et les conseillers au parlement de Paris contre la reine de France Anne d'Autriche et le cardinal Mazarin.

## Préambule
En 1648, au début de la guerre civile de la Fronde, une émeute fut causée par l'arrestation de deux conseillers au parlement de Paris, René Potier de Blancmesnil et Pierre Broussel, qui s'étaient fait remarquer par leur volonté de maintenir les lois d'alors, en résistant aux volontés de réforme du cardinal Mazarin.

## L'émeute
Irritée de l'opposition de ces magistrats, dont l'influence entraînait la majorité de leur compagnie, et profitant du Te Deum donné à la cathédrale Notre-Dame de Paris pour célébrer la victoire de Condé sur les Espagnols à Lens le 20 août, la reine de France Anne d'Autriche, par les conseils de son ministre, les fit arrêter, le 26 août 1648.
Dès que le peuple de Paris connut l'emprisonnement des deux conseillers, des attroupements se formèrent. Louis Charton, qui devait aussi être arrêté, réussit à s'échapper.
La sévérité dont on usa pour les dissiper, le sang qui fut versé, augmentèrent à tel point l'animosité, qu'on vit alors presque tous les habitants de Paris s'armer pour en tirer vengeance. Dans toutes les rues, des chaînes sont tendues. De deux cents à plus de six cents barricades , ornées de drapeaux, sont dressées et fortifiées aux cris de « vive le Roi ! point de Mazarin ! ». 
Le parlement vint en corps au Palais-Royal demander la liberté des prisonniers. Le premier président Mathieu Molé porta la parole. Il représenta à la régente que cette concession était le seul moyen de calmer le mécontentement général, en dissipant à l'instant le feu de la rébellion. Anne d'Autriche refusa avec beaucoup d'aigreur, en disant « Que les membres du parlement étaient les vrais auteurs de la sédition par leur désobéissance aux ordres de la cour ». Une seconde tentative de la part du premier président n'eut pas un meilleur résultat.
Les membres du parlement, ainsi congédiés, s'en retournent à pied à leur palais. Ils parviennent sans peine jusqu'à la troisième barricade qui se trouvait à la Croix du Trahoir où ils sont arrêtés. Un marchand armurier de la rue Saint-Honoré, nommé Raguenet, capitaine de la garde bourgeoise de ce quartier, saisit le premier président par le bras et appuyant un pistolet sur le visage de Mathieu Molé lui dit : « Tourne, traître, si tu ne veux être massacré toi et les tiens ; ramène-nous Broussel, ou le Mazarin et le chancelier en otages ! ».
Molé, sans se déconcerter écarte le pistolet, et, conservant toute la dignité de la magistrature, rallie les membres effrayés de sa compagnie, et retourne au Palais-Royal à petits pas au milieu des injures et des blasphèmes de ce peuple en colère. 
Pour la troisième fois, il expose à la régente l'irritation des esprits et la résistance que sa compagnie vient d'éprouver dans la rue de l'Arbre-Sec. La reine fait encore des difficultés. Le parlement, pour délibérer sur ce nouveau refus, tint séance dans la galerie du Palais-Royal. Le duc d'Orléans, Gaston de France, et le cardinal Mazarin assistèrent à cette conférence.
Il fut décidé que les conseillers arrêtés seraient rendus à la liberté. La régente y consentit enfin. L'ordre en est expédié sur-le-champ. Cette décision fut aussitôt signifiée au peuple mais les Parisiens, peu confiants en la sincérité de la cour, déclarèrent qu'ils resteraient armés jusqu'à ce qu'ils vissent Broussel en liberté.
Ce conseiller parut le lendemain matin alors, des salves d'artillerie se firent entendre. La joie publique se manifesta par de bruyantes acclamations. Le peuple porta ce magistrat en triomphe jusqu'à sa maison.
Le retour au calme dans la ville ne s'effectuera que le 29 août.